# Kamptobaatar
Kamptobaatar (gr. "héroe curvado") es un género extinto de mamíferos que vivió en Mongolia durante el Cretácico superior. Coincidió con los últimos dinosaurios y se trataba de un multituberculado del suborden Cimolodonta.
Kielan-Jaworowska definió el género Kamptobaatar en 1970, basándose en una única especie. Por "curvado" se refiere a la curvatura de los arcos zigomáticos del cráneo.
Se han hallado fósiles de la especie Kamptobaatar kuzcynskii en el yacimiento paleontológico de la Formación Djadokhta del Cretácico superior, en Mongolia. El cráneo tenía una longitud de unos dos centímetros, siendo la longitud del animal aproximadamente diez centímetros.